# Nocticola jodarlingtonae
Nocticola jodarlingtonae es una especie de cucaracha del género Nocticola, familia Nocticolidae. Fue descrita científicamente por Roth en 2003.
Habita en Kenia.